# Lịch làm việc
Lịch làm việc là sự sắp xếp thời gian để tiến hành công việc của một hay một số cá thể nào đó, thường được bố trí dưới dạng bảng; là một quá trình bạn sắp xếp thời gian thích hợp cho từng công việc, là việc lên kế hoạch để đạt được mục tiêu trong khoảng thời gian hoạch định. Đối với một người nào đó, lịch làm việc có thể là việc bố trí công việc theo thời gian hàng ngày, hàng tuần, hoặc hàng tháng. Đối với một tổ chức lịch làm việc có thể là sự bố trí công việc cho từng người theo thời gian. Đối với máy móc thiết bị cũng có thể có lịch làm việc theo thời gian.
Lịch làm việc được tạo ra nhằm giúp người tạo ra nó hoàn thành các mục tiêu một cách tốt nhất trong khoảng thời gian cố định.